# Tigrane (nome)
Tigrane  è un nome proprio di persona italiano maschile.

## Varianti in altre lingue
- Armeno: Տիգրան (Tigran, Dikran)[3]
- Francese: Tigrane
- Greco antico: Τιγράνης (Tigránēs)[3]
- Latino: Tigranes[1]
- Russo: Тигран (Tigran)

## Origine e diffusione

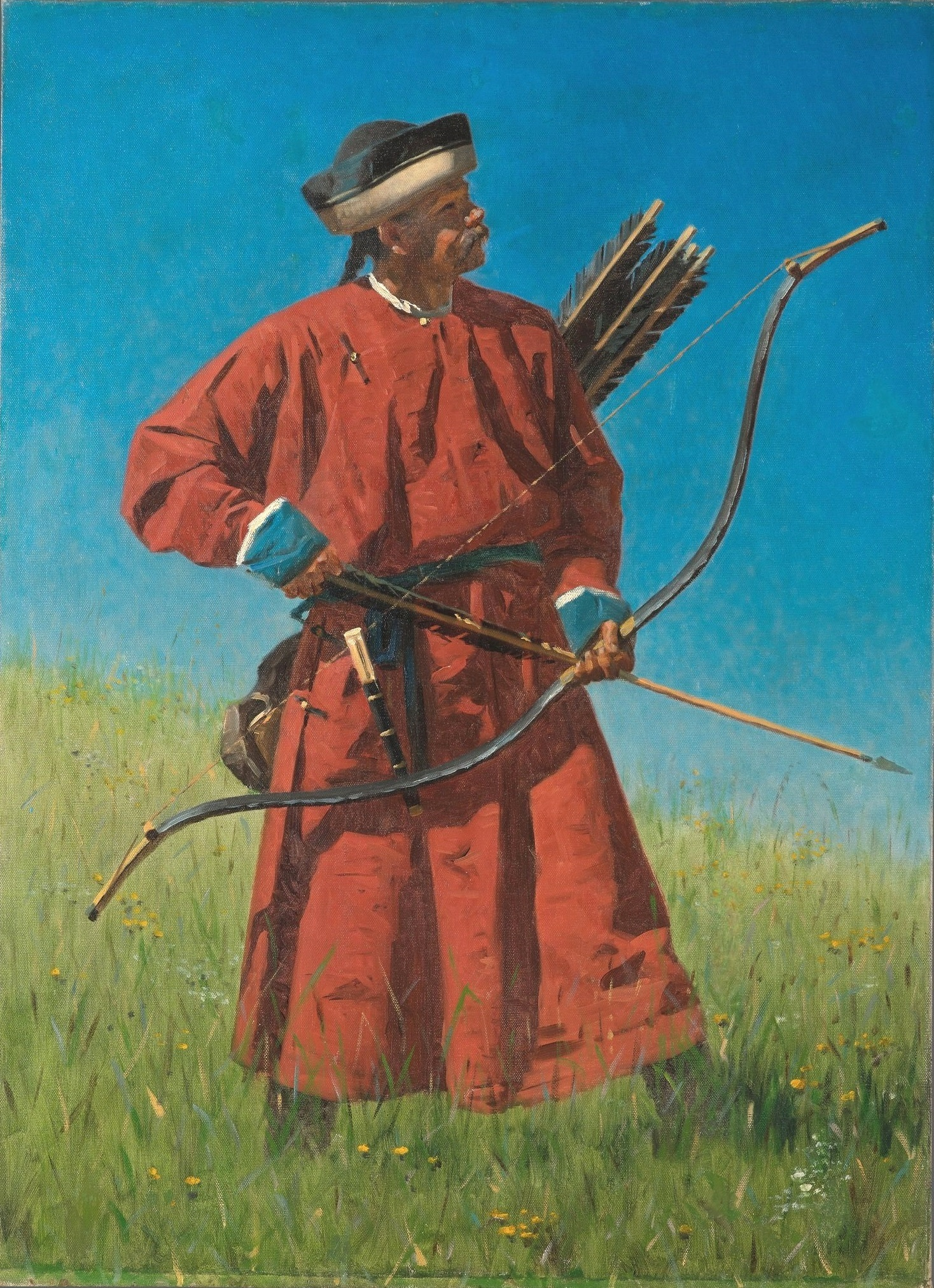
Un arciere di Bukhara dipinto da Vasilij Vasil'evič Vereščagin

Nome di scarsissima diffusione in Italia, è un adattamento dello storico nome armeno Տիգրան (Tigran), portato da svariati re d'Armenia. Etimologicamente, si basa sul termine persiano antico 𐎫𐎡𐎥𐎼 (tigra, "freccia"), combinato con un suffisso attributivo (quindi "arciere"); altre fonti rimandano al persiano antico *Tigrāna, una forma aplologica di *tigrarāna, composta sempre da tigra, combinato però con *rāna- ("lottatore", quindi "colui che lotta con le frecce"). Per semantica, il nome può essere accostato a Orvar, Siham, Truls e Fletcher.
Altre interpretazioni lo ricollegano al nome della tigre (che risale comunque al medesimo vocabolo persiano).

## Onomastico
Non esistono santi che portano questo nome, quindi è adespota. L'onomastico può essere festeggiato in occasione di Ognissanti, il 1º novembre.

## Persone

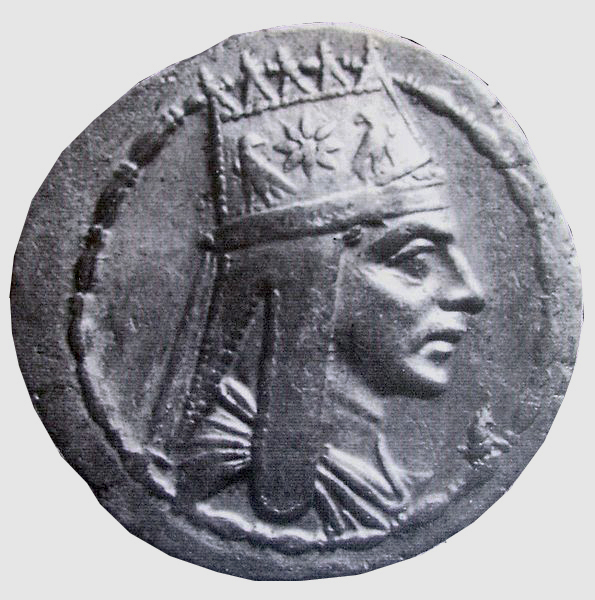
Tigrane II

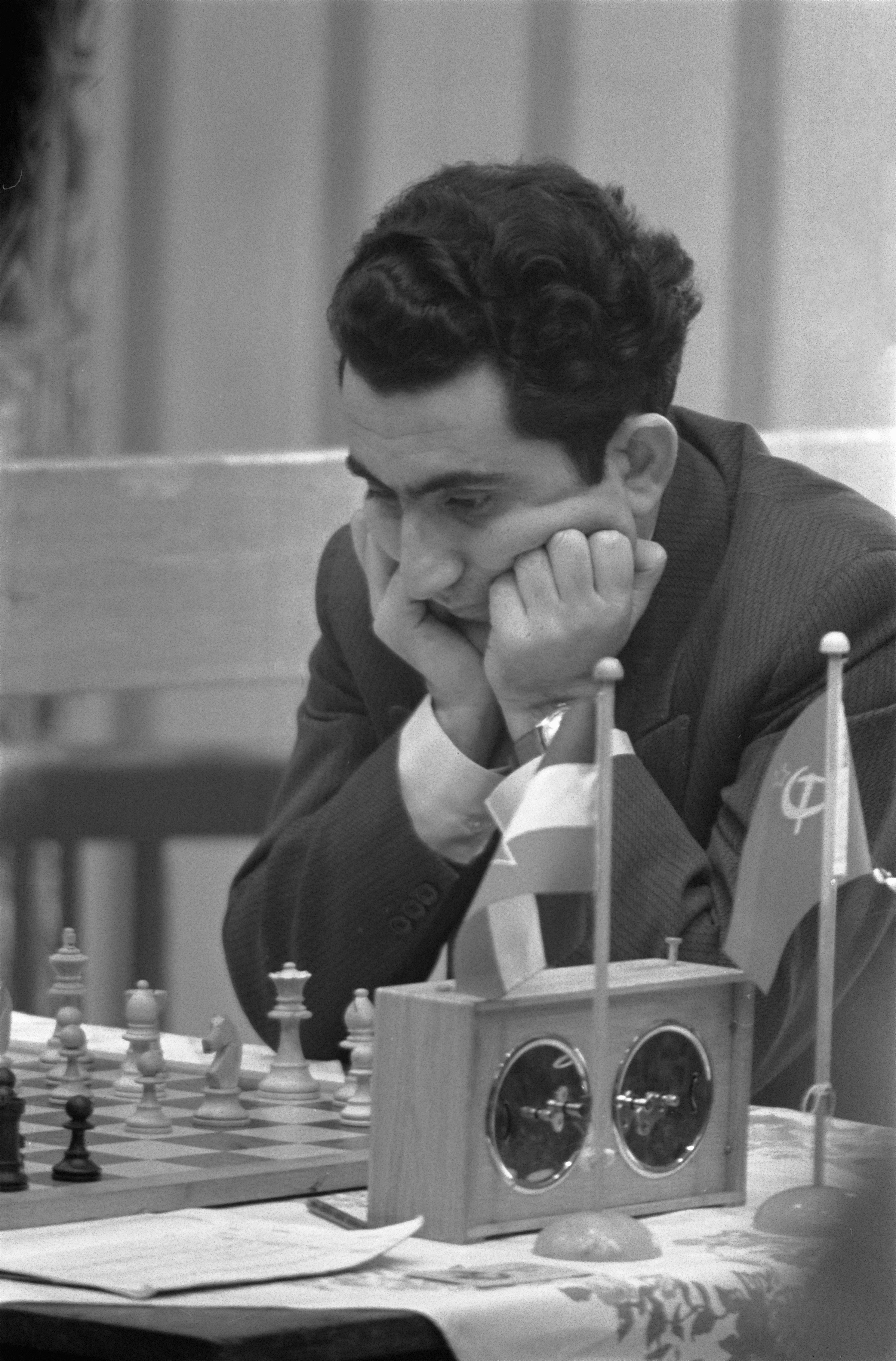
Tigran Vartanovič Petrosjan

- Tigrane I, re d'Armenia
- Tigrane II, re d'Armenia
- Tigrane III, re d'Armenia
- Tigrane IV, re d'Armenia
- Tigrane V, re d'Armenia
- Tigrane VI, re d'Armenia

### Variante Tigran
- Tigran Bajgoric, schermidore canadese
- Tigran Ġaramyan, scacchista armeno naturalizzato francese
- Tigran Gorgiev, compositore di scacchi armeno
- Tigran Naġġalyan, giornalista armeno
- Tigran Lewoni Petrosyan, scacchista armeno
- Tigran Vartani Petrosjan, scacchista armeno
- Tigran Sargsyan, politico armeno
- Tigran Yesayan, calciatore armeno

### Variante Dikran
- Dikran Zaven, scrittore, editore e giornalista armeno

## Il nome nelle arti
- Tigrane è un personaggio dell'opera lirica Il Tigrane composta da Alessandro Scarlatti.